# Apetalanthe gracilis
Apetalanthe gracilis – gatunek roślin z monotypowego rodzaju Apetalanthe z rodziny storczykowatych (Orchidaceae). Gatunek jest endemitem Wietnamu w Azji.

## Systematyka
Gatunek sklasyfikowany do podplemienia Orchidinae w plemieniu Orchideae, podrodzina storczykowe (Orchidoideae), rodzina storczykowate (Orchidaceae), rząd szparagowce (Asparagales) w obrębie roślin jednoliściennych.